# Nonciature apostolique en Suisse
La nonciature apostolique en Suisse constitue la représentation officielle du Saint-Siège à Berne, où réside le nonce apostolique, équivalent d'ambassadeur.

## Description
La nonciature possède un double rôle. D'une part, elle assure le lien entre Rome et l'Église de Suisse et en particulier la Conférence des évêques suisses. À ce titre, le nonce prépare les dossiers de nominations d'évêques en Suisse. D'autre part, en tant qu'ambassade du Saint-Siège, la nonciature assure les relations diplomatiques avec les autorités civiles helvétiques.
Depuis 1987, le nonce en Suisse est également accrédité auprès du Liechtenstein.

## Liste des nonces apostoliques

### Ancienne confédération (1543-1798)
- 1543–1552 Girolamo Franco
- 1554–1560 Ottaviano Raverta (en), également évêque de Terracina
- 1559–1565 Giovanni Antonio Volpe (it), également évêque de Côme
- 1579–1582 Giovanni Francesco Bonomi (it), également évêque de Verceil
- 1587–1591 Ottavio Paravicini, également évêque d'Alexandrie
- 1591-1594 Owen Lewis, également évêque de Cassano all'Ionio
- 1594–1595 Girolamo Porcia (it)
- 1600–1606 Giovanni della Torre, également évêque de Veglia (it)
- 1606–1608 Fabrizio Veralli, également évêque de San Severo
- 1609–1612 Ladislao d'Aquino, également évêque de Venafro
- 1615–1616 Ludovico Sarego (en), également évêque d'Adria
- 1628–1630 Ciriaco Rocci, également archevêque titulaire de Patras
- 1630–1639 Ranuccio (Ranuzio) Scotti
- 1639–1643 Girolamo Farnese, également archevêque titulaire de Patras
- 1643–1646 Lorenzo Gavotti (en), également archevêque titulaire de Rhodes (de)
- 1646–1647 Alfonso Sacrati (en), également archevêque titulaire de Damas (de)
- 1647–1652 Francesco Boccapaduli (it), également archevêque titulaire d'Athènes
- 1652–1655 Carlo Carafa della Spina
- 1655–1663 Federico Borromeo, également patriarche titulaire d'Alexandrie
- 1665–1668 Federico Baldeschi Colonna, également archevêque titulaire de Césarée-en-Cappadoce (de)
- 1668–1669 Rodolfo Acquaviva d'Aragona, également archevêque titulaire de Laodicée-en-Phrygie (de)
- 1670–1680 Odoardo Cibo (de), également archevêque titulaire de Séleucie-en-Isaurie (de)
- 1685–1687 Giacomo Cantelmi, également archevêque titulaire de Césarée-en-Cappadoce (de)
  - 1687–1689 Girolamo Zarini, internonce
- 1689–1692 Bartolomeo Menatti (it)
- 1692–1695 Marcello d'Aste, également archevêque titulaire d'Athènes
- 1695–1698 Michelangelo dei Conti, également archevêque titulaire de Tarse
- 1698–1702 Giulio Piazza, également archevêque titulaire de Rhodes (de)
- 1704–1709/20 Vincenzo Bichi, également archevêque titulaire de Laodicée-en-Phrygie (de)
- 1717–1719 Giuseppe Firrao, également archevêque titulaire de Nicée
- 1721–1730 Domenico Silvio Passionei, également archevêque titulaire d'Éphèse (de)
- 1731-1739 Giovanni Battista Barni, également archevêque titulaire d'Édesse-en-Osroène
- 1740–1751 Carlo Francesco Durini, également archevêque titulaire de Rhodes (de)
- 1744–1754 Filippo Acciajuoli, également archevêque titulaire de Petra-en-Palestine
- 1754-1754 Girolamo Spinola, également archevêque titulaire de Laodicée-en-Phrygie (de)
- 1755–1759 Giovanni Ottavio Bufalini, également archevêque titulaire de Chalcédoine (de)
- 1759–1764 Niccolò Oddi, également archevêque titulaire de Trajanopolis-en-Rhodope (de)
- 1764–1773 Luigi Valenti Gonzaga, également archevêque titulaire de Césarée-en-Cappadoce (de)
- 1775–1785 Giovanni Battista Caprara Montecuccoli, également archevêque titulaire d'Iconium (de)
- 1793-1794 Annibale Sermattei della Genga, également archevêque titulaire de Tyr
- 1794–1798 Pietro Gravina, également archevêque titulaire de Nicée

### République helvétique(1798-1803)
- 1798–1803 Pietro Gravina, également archevêque titulaire de Nicée

### Confédération des XIX cantons(1803-1815)
- 1803–1815 Fabrizio Sceberras Testaferrata, également archevêque titulaire de Bérythe (de)

### Confédération des XXII cantons(1815-1848)
- 1816–1817 Carlo Zen (it)[1], également archevêque titulaire de Chalcédoine (de)
- 1818–1819 Vincenzo Macchi, également archevêque titulaire de Nisibis (de)
- 1820–1827 Ignazio Nasalli-Ratti, également archevêque titulaire de Cyrrhus (de)
- 1827–1829 Pietro Ostini, également archevêque titulaire de Tarse
- 1830–1832 Filippo de Angelis, également archevêque titulaire de Leuce (de)
- 1839–1841 Tommaso Pasquale Gizzi, également archevêque titulaire de Thèbes (de)
- 1841–1845 Girolamo d’Andrea, également archevêque titulaire de Mélitène (de)
- 1845–1856 Alessandro Macioti (de), également archevêque titulaire de Colosses (de)

### Confédération suisse(1848-)
(23 janvier 1874 – 1er août 1920 : Rupture des relations diplomatiques)
- 1864 - 1868 Angelo Bianchi (chargé d'affaires)
- 1868 - 1874 Giovanni Battista Agnozzi (chargé d'affaires)
- 1er septembre 1920 – 1926 Luigi Maglione, également archevêque titulaire de Césarée-en-Palestine
- 1926 – 1935 Pietro di Maria, également archevêque titulaire d'Iconium (de)
- 1935 – 1953 Filippo Bernardini, également archevêque titulaire d'Antioche-en-Pisidie (de)
- 1953 – 1959 Gustavo Testa, également archevêque titulaire d'Amasea (de)
  - 1959 – 1960 Giovanni Ferrofino, internonce, également archevêque titulaire de Zenopolis-en-Isaurie (de)
- 1960 – 1967 Alfredo Pacini, également archevêque titulaire de Germia (de)
- 1967 – 1984 Ambrogio Marchioni (en), également archevêque titulaire de Severiana (de)
- 1985 – 1993 Edoardo Rovida, également archevêque titulaire de Tauromenium (de)
- 1993 – 1997 Karl Josef Rauber, également archevêque titulaire d'Iubaltiana (de)
- 1997 – 1998 Oriano Quilici, également archevêque titulaire de Tabla (de)
- 1999 – 2004 Pier Giacomo De Nicolò, également archevêque titulaire de Martanae Tudertinorum (de)
- 2004 – 2011 Francesco Canalini, également archevêque titulaire de Valeria (de)
- 2011 – 2015 Diego Causero, également archevêque titulaire de Gradum (de)
- 5 septembre 2015 – 31 décembre 2020 Thomas Edward Gullickson, également archevêque titulaire de Polymartium
- Depuis le 3 mars 2021 Martin Krebs, également archevêque titulaire de Taborenta (de)